# Zoo de La Boissière-du-Doré
 (mars 2016).
Si vous disposez d'ouvrages ou d'articles de référence ou si vous connaissez des sites web de qualité traitant du thème abordé ici, merci de compléter l'article en donnant les références utiles à sa vérifiabilité et en les liant à la section « Notes et références ».
 (juin 2024).
Le zoo de La Boissière-du-Doré est un parc zoologique français privé fondé en 1984 par Dany et Monique Laurent, sur le territoire de la commune de La Boissière-du-Doré en Loire-Atlantique, à la frontière du département avec celui de Maine-et-Loire. C'est leur fils Sébastien Laurent qui dirige le parc zoologique depuis 2008.
Le zoo de la Boissière-du-Doré présente en 2025 plus de 120 espèces et près de 1 100 animaux sur une surface de 28 hectares.

## Historique
Le parc animalier fut implanté dans une châtaigneraie faisant alors 3 hectares, et accueillit d'abord des animaux du continent européen : ânes, poneys, mouflons, daims….
Par la suite, le parc zoologique diversifia sa collection animalière et devint un refuge pour les animaux menacés dans leur milieu naturel (arrivée de lions et de loups en 1985, puis de tigres et de zèbres en 1987…).
Le couple Laurent fondera aussi en 1992 le Safari Africain, (rebaptisé ultérieurement Planète sauvage, à la suite de l'affaire du Village Bamboula), un autre parc zoologique, à Port-Saint-Père à une quarantaine de kilomètres au sud-ouest. 
L'année 1989 est une date importante pour le zoo, puisqu'il voit l'arrivée d'un couple d'orangs-outangs, un mâle, Major, et une femelle Manis, venant du zoo de Duisbourg en Allemagne, qui donne naissance la 3 juillet 1990 à Flora premier bébé orang-outang né en France et élevé par sa mère. Fort de cet événement, deux nouvelles femelles, Jane et Nomi, et un mâle, Pongo, arrivant du zoo de Zurich en Suisse rejoignent cette petite famille en 1996. Depuis, huit nouvelles naissances ont été enregistrées, dont deux en 1996 et deux en 2002. Son mâle reproducteur Major, mort à l'âge de 50 ans le 26 septembre 2012, était le plus vieux mâle orang-outan de Sumatra connu au moment de sa mort.
En 2019, un partenariat économique est initié avec le festival La Nuit de l'Erdre afin de financer des actions de conservation des grands singes dans le monde.
En 2024, à l'occasion du 40ème anniversaire du zoo, est paru le livre "Dans les coulisses d'un zoo", écrit par Johann Pailloux, retraçant une journée type des équipes du parc animalier et des animaux qu'il héberge.

## Faune présentée et installations

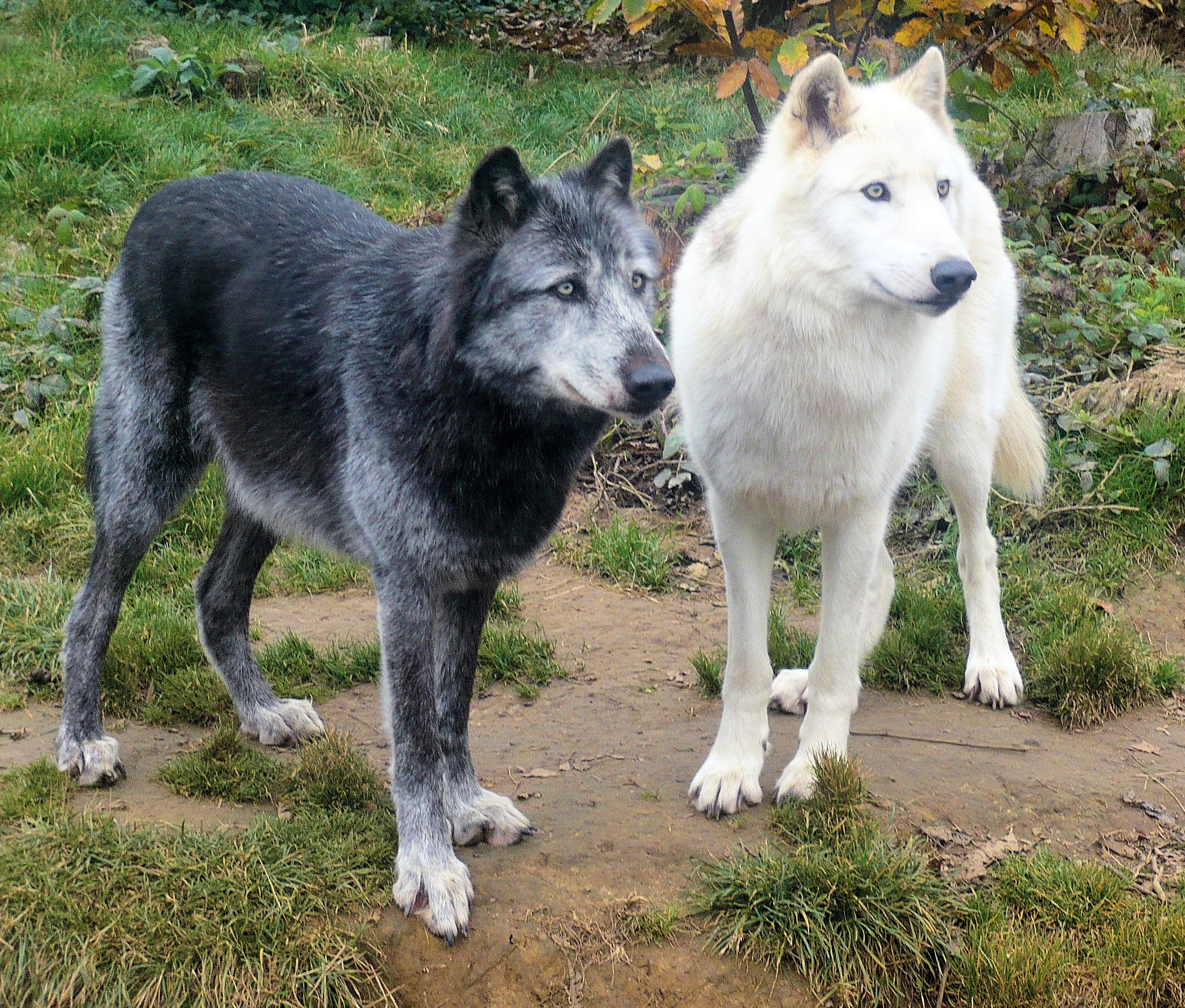
Loup d'Alaska au parc zoologique de La Boissière-du-Doré.

Les animaux sont présentés derrière des fossés ou des vitres selon les cas. Aucun grillage ni barrière ne sépare les visiteurs de la faune. Des présentations en semi-liberté permettent une approche plus réelle du monde animal.
Le parc abrite une grande diversité d'espèces animales, réparties en plusieurs catégories :
 (avril 2020).
Animaux domestiques

Parmi les animaux domestiques, on peut observer :
- Baudet du Poitou et Âne nain
- Lapin nain
- Mouton d'Ouessant
- Alpaga
- Chèvre naine du Sénégal
- Cochon et Cochon d'Inde
- Dromadaire
- Watusi

Primates
Le parc héberge de nombreuses espèces de primates, dont :
- Des gibbons (gibbon à mains blanches, gibbon à joues jaunes)
- Des grands singes (gorille des plaines de l'ouest, orang-outan)
- Des singes de l'Ancien Monde (siamang, vari noir-et-blanc, vari roux, maki catta, gélada)
- Des singes du Nouveau Monde (sapajou à tête noire, saki à face blanche, tamarin à crête blanche, tamarin empereur, tamarin-lion à tête dorée, tamarin-lion doré, titi roux)
- Des colobes (colobe guereza, langur de Java)

- Gibbon à mains blanches
- Gibbon à joues jaunes
- Gorille des plaines de l'ouest
- Orang-outan
- Siamang
- Vari noir-et-blanc
- Vari roux
- Maki catta
- Gélada
- Sapajou à tête noire
- Saki à face blanche
- Tamarin à crête blanche
- Tamarin empereur
- Tamarin-lion à tête dorée
- Tamarin-lion doré
- Titi roux
- Colobe guereza
- Langur de Java

Carnivores
Plusieurs espèces de carnivores sont présentes :
- Des félins (guépard, lion d'Asie, margay, panthère des neiges, panthère longibande, panthère noire, serval, tigre et tigre blanc)
- Des canidés (loup d'Alaska, otocyon)
- D'autres carnivores (binturong, coati à nez blanc, loutre asiatique, ours brun d'Europe, petit panda, suricate)

- Binturong
- Coati a nez blanc
- Guépard
- Lion d'Asie
- Margay
- Panthère des neiges
- Panthère longibande
- Panthère noire
- Serval
- Tigre et Tigre blanc
- Loup d'Alaska
- Loutre asiatique
- Otocyon
- Ours brun d'Europe
- Petit panda
- Suricate

Herbivores (ongulés et autres)
Le parc abrite divers herbivores, notamment :
- Des antilopes (cob de Mrs Gray, gnou bleu, grand koudou, oryx algazelle, gemsbok)
- D'autres ongulés (girafe de Rothschild, muntjac de Reeves, rhinocéros blanc, tapir de Malaisie, zèbre de Grant)
- Des marsupiaux (wallaby de Bennett)
- D'autres mammifères herbivores (paresseux à deux doigts, tatou à six bandes, porc-épic à crête, hydropote)

- Cob de Mrs Gray
- Girafe de Rothschild
- Gnou bleu
- Grand koudou
- Oryx algazelle
- Gemsbok
- Muntjac de Reeves
- Paresseux à deux doigts
- Tatou à six bandes
- Wallaby de Bennett
- Rhinocéros blanc
- Tapir de Malaisie
- Zèbre de Grant
- Porc-épic à crête
- Hydropote

Oiseaux
Le parc abrite également une grande diversité d'espèces d'oiseaux, répartis en plusieurs catégories :
Parmi les oiseaux aquatiques, on peut observer le canard colvert, la cigogne blanche, le cygne tuberculé, le flamant rose, le flamant rouge de Cuba, le pélican gris et la spatule rosée.
Le parc héberge plusieurs espèces d'échassiers et de grands oiseaux terrestres, dont la grue couronnée, la grue à cou blanc, l'autruche, l'émeu d'Australie, l'ibis rouge et le paon bleu. On y trouve également la pintade, un oiseau galliforme.
Plusieurs espèces de perroquets sont présentes, notamment l'ara bleu, l'ara rouge et la conure soleil.
Le parc possède une importante collection de rapaces, incluant :
- Des rapaces diurnes : la buse variable, l'aigle des steppes, le milan sacré, l'aigle bleu du Chili, le pygargue à tête blanche, le vautour palmiste, le vautour de l'Himalaya, le néophron moine et l'urubu à tête rouge.
- Des rapaces nocturnes : la chouette lapone, le grand-duc de Verreaux, le grand-duc de Sibérie, le harfang des neiges et le hibou petit-duc.

D'autres espèces notables incluent le bucorve d'Abyssinie, le calao de Leadbeater, le calao festonné et le kookaburra rieur.
- Canard colvert
- Cigogne blanche
- Cygne tuberculé
- Flamant rose
- Flamant rouge de Cuba
- Grue couronnée
- Grue a cou blanc
- Autruche
- Émeu d'Australie
- Ibis rouge
- Paon bleu
- Pintade
- Pélican gris
- Spatule rosée
- Ara bleu
- Ara rouge
- Conure soleil
- Chouette lapone
- Buse variable
- Aigle des steppes
- Milan sacré
- Aigle bleu du Chili
- Pygargue à tête blanche
- Vautour palmiste
- Vautour de l'Himalaya
- Neophron moine
- Urubu à tête rouge
- Grand-duc de Verreaux
- Grand-duc de Sibérie
- Harfang des neiges
- Hibou petit-duc
- Bucorve d'Abyssinie
- Calao de Leadbeater
- Calao festonné
- Kookabura rieur

Reptiles et amphibiens
Le parc présente également une collection de reptiles et amphibiens :
Parmi les serpents, on peut observer le boa constricteur et le python molure.
Deux espèces de tortues sont présentes : la tortue de Floride et la tortue géante.
L'iguane vert représente les lézards dans la collection du parc.
Le parc abrite plusieurs espèces de dendrobates, dont le dendrobate bleu, le dendrobate jaguar et le dendrobate doré.
- Boa constricteur
- Tortue de Floride
- Tortue géante
- Python molure
- Iguane vert
- Dendrobate bleu
- Dendrobate jaguar
- Dendrobate doré

Le zoo participe à la sauvegarde des animaux menacés dans le cadre des programmes européens d'élevage. Il se voit ainsi confier des petits pandas, des tamarins, des panthères longibandes, des langurs de Java, des lions d'Asie, des oryx, des géladas, et des gorilles.
Le zoo participe à la sauvegarde des animaux menacés dans le cadre des programmes européens d'élevage. Il se voit ainsi confier des petits pandas, des tamarins, des panthères longibandes, des langurs de Java, des lions d'Asie, des oryx, des géladas, et des gorilles.

## Économie
En 2014, il a reçu 144 964 visiteurs et en 2016, 123 132.